# Children of a Lesser Clod
«Children of a Lesser Clod» (с англ. — «Лысый нянь») — двадцатый эпизод двенадцатого сезона мультсериала «Симпсоны». Впервые вышел в эфир 13 мая 2001 года.

## Сюжет
Симпсоны вместе со многими жителями Спрингфилда посещают собрание Лиги Христианской Молодёжи. Лиза посещает класс гимнастики, а Барт, купившись на предложение афроамериканского рэпера посетить «крутой» класс, попадает на уроки этикета, которые ведёт его жена. Тем временем Гомер вместе с друзьями играет в баскетбол. Во время игры случается несчастный случай: Гомер совершает высокий прыжок и врезается в баскетбольное кольцо и, зацепившись ногой за кольцо, висит вверх ногами, пока не обваливается вся стена с кольцом. Таким образом Гомер травмирует себе колено и теперь он надолго засел в инвалидную коляску!
Барту с Лизой некогда сидеть с Гомером, даже у Дедушки есть свои дела. Но, к счастью, Гомеру улыбается удача: Нед Фландерс собирается на христианский рок-концерт (на самом деле он достал билет на концерт рэпера Криса Рока, о чём сам Фландерс не догадывается) и ему не с кем оставить своих детей. Гомер с радостью соглашается принять Рода и Тода к себе и весь вечер весело проводит с ними время, рассказывая им свои жизненные истории. По возвращении с концерта Фландерс случайно подаёт Гомеру идею, как сделать так, чтобы в доме у Симпсона появилось больше детей — открыть свой детский сад. Гомер так и поступает (намеренно сделав его владельцем Мардж, на всякий случай). «Детским садом Дядюшки Гомера» немедленно пользуются многие родители Спрингфилда и у Гомера появляется очень много маленьких поклонников. Вскоре нога Гомера заживает, но он по-прежнему продолжает посвящать свою жизнь своим детсадовцам. Но в своих благородных деяниях Гомер забывает об очень важной части своей жизни — о собственных детях! Барт и Лиза были уверены, что чужие дети будут с Гомером до тех пор, пока у него не заживёт колено, но теперь их отец так увлёкся воспитанием других детей, что своих он начал в упор не замечать, что, разумеется, не может не раздражать Барта и Лизу, так как все их друзья постоянно нахваливают Гомера и демонстрируют всем его подарки. Барт и Лиза пытаются мирно напомнить Гомеру о себе, показав ему их семейную фотографию, но тот лишь использует рамочку от неё, чтобы вставить туда свой сертификат!
А тем временем о детском саде Гомера узнают в комитете номинации «Премии Хорошему Парню» и решают заснять его воспитательные труды, а затем показать материал на церемонии награждения. Во время съёмок Барту и Лизе приходится ещё хуже: в их спальнях спят режиссёры и водители, к тому же Гомер по-прежнему не замечает их как детей, зато в то же время заставляет их вырезать сердечки для своих детсадовцев. Наконец чаша терпения детей наполняется: они решают отомстить своему до ужаса невежественному отцу. На церемонии они подменяют плёнку с официальным репортажем о детском саде Гомера на различные записи, на которых Гомер изображён не в самом приятном виде: пьяным; проигрывающим Мэгги в покер; и в конце концов бегающим за Бартом с булавой и при этом угрожая мальчику жестокой расправой. Зрители приходят в ужас от увиденного, а Гомер, пытаясь как-то прекратить показ, начинает инстинктивно душить Барта на глазах у всех. Родители понимают, к какому монстру они отводили своих детей, но прежде чем кто-то посмел что-то возразить, Гомер, схватив всех детей и угнав полицейский грузовик, пытается сбежать от полиции. Но грузовик врезается в дерево и вскоре Гомера арестовывают.
Проходит время. Побывавший на трёх судебных процессах, Гомер понимает, что был неправ в своём отрешении от собственных детей и клянётся Барту и Лизе, что больше он никогда не забудет о них. Теперь для него есть только одни дети: Барт, Лиза и Мэгги! Всё снова стало на свои места.